# Stelis sanctae-rosae
Stelis sanctae-rosae är en orkidéart som beskrevs av Carlyle August Luer och Alexander Charles Hirtz. Stelis sanctae-rosae ingår i släktet Stelis och familjen orkidéer. Inga underarter finns listade i Catalogue of Life.